# Evangelia Platanioti
Evangelia Platanioti (griechisch Ευαγγελία Πλατανιώτη, * 9. August 1994 in Athen) ist eine griechische Synchronschwimmerin, die an vier Olympischen Sommerspielen teilgenommen hat.

## Leben und Karriere
Evangelia Platanioti wuchs in Athen auf und studierte Wirtschaftswissenschaften.
Sie begann im Alter von 7 Jahren mit Synchronschwimmen und wurde 2007 in die griechische Nationalmannschaft aufgenommen. Sie ist Mitglied des Schwimmvereins ANO Metamorfosis (ΑΝΟ Μεταμόρφωσης), Athen.
Platanioti nahm zum ersten Mal 2012 an Olympischen Sommerspielen teil und erreichte im Duett mit ihrer Teamkollegin Despina Solomou den 8. Platz. Vier Jahre später repräsentierte sie Griechenland wieder bei den Olympischen Sommerspielen in Rio, wo sie mit Evangelia Papazoglou in der Kategorie Duett den 10. Platz belegen konnte. Für die Olympischen Sommerspiele 2020 in Tokio, die wegen der COVID-19-Pandemie erst 2021 stattfanden, reiste sie an und sollte sowohl beim Duett mit Papazoglou als auch beim Team-Wettkampf starten. Da aber unter den griechischen Synchronschwimmerinnen Covid ausbrach, zog sich die Mannschaft aus dem Wettbewerb zurück, nachdem Platanioti schon am Vorlauf der Duett Kategorie teilgenommen hatte.
Bei den 2021 ausgetragenen Europameisterschaften 2020 in Budapest gewann Platanioti eine Silbermedaille im Solowettbewerb bei der Technischen Kür und eine Bronzemedaille in der Freien Kür.
2022 gewann Platanioti bei den Schwimmweltmeisterschaften in Budapest in den Solowettbewerben zwei Bronzemedaillen, in der Technischen Kür sowie in der Freien Kür. Sie wurde damit die erste Griechin, die bei einer Weltmeisterschaft eine Medaille im Synchronschwimmen gewann. Bei den Schwimmeuropameisterschaften in Rom konnte sie im August 2022 in der Technischen und der Freien Kür jeweils den vierten Platz einnehmen.
Bei den Europaspielen im Synchronschwimmen gewann Platanioti im Juni 2023 mit ihrer Duettpartnerin Sofia Malkogeorgou im technischen Programm die Bronzemedaille.
Bei den Schwimmweltmeisterschaften 2023 in Fukuoka verpasste sie mit 242,5 Punkten im Einzelwettbewerb der Technischen Kür eine Medaille und kam auf den 4. Platz. Bei der Freien Kür kam sie mit 205,5459 Punkten auf Platz 5. Mit ihrer Duett-Partnerin Sofia Malkogeorgou erreichte sie in Fukuoka bei der Technischen Kür 238,4789 Punkte und damit den 6. Platz und in der Freien Kür mit 189,4291 Punkten Platz 10. 2024 gewann Platanioti bei den Schwimmweltmeisterschaften in Doha zwei Medaillen in den Solowettbewerben, Gold im Technischen Programm und mit 253,2833 Punkten Silber in der Freien Kür. Sie qualifizierte sich dort auch für die Olympischen Sommerspiele 2024 in Paris. Bei den Schwimmeuropameisterschaften 2024 wurde Platanioti mit Partnerin Fünfte im technischen Programm des Duetts. Die beiden erzielten 220,6701 Punkte. Im August nahm sie an den Olympischen Sommerspielen von Paris teil. Sie konnte zusammen mit Sofia Malkogeorgou in der Gesamtwertung den sechsten Platz mit 532,3002 Punkten erringen, nachdem sie Achte im technischen Programm und Sechste in der freien Kür geworden war.
Im Jahr 2024 wurde sie vom Panhellenischen Sport-Journalisten Verband als Top Athletin des Jahres gewürdigt und erhielt den Panhellenic Association of Sports Press-Award.